# Мегаанум
Мегаанум или мега-анум (лат. megaannum) је временска јединица која означава милион година или 106 година (1 E6). Углавном се њоме служе у геологији.
У научној литератури се за њу користи скраћеница Ма.
У геологији када се на пример каже 251 Ма мисли се на време пре 251 милион година.